# Ледергозе

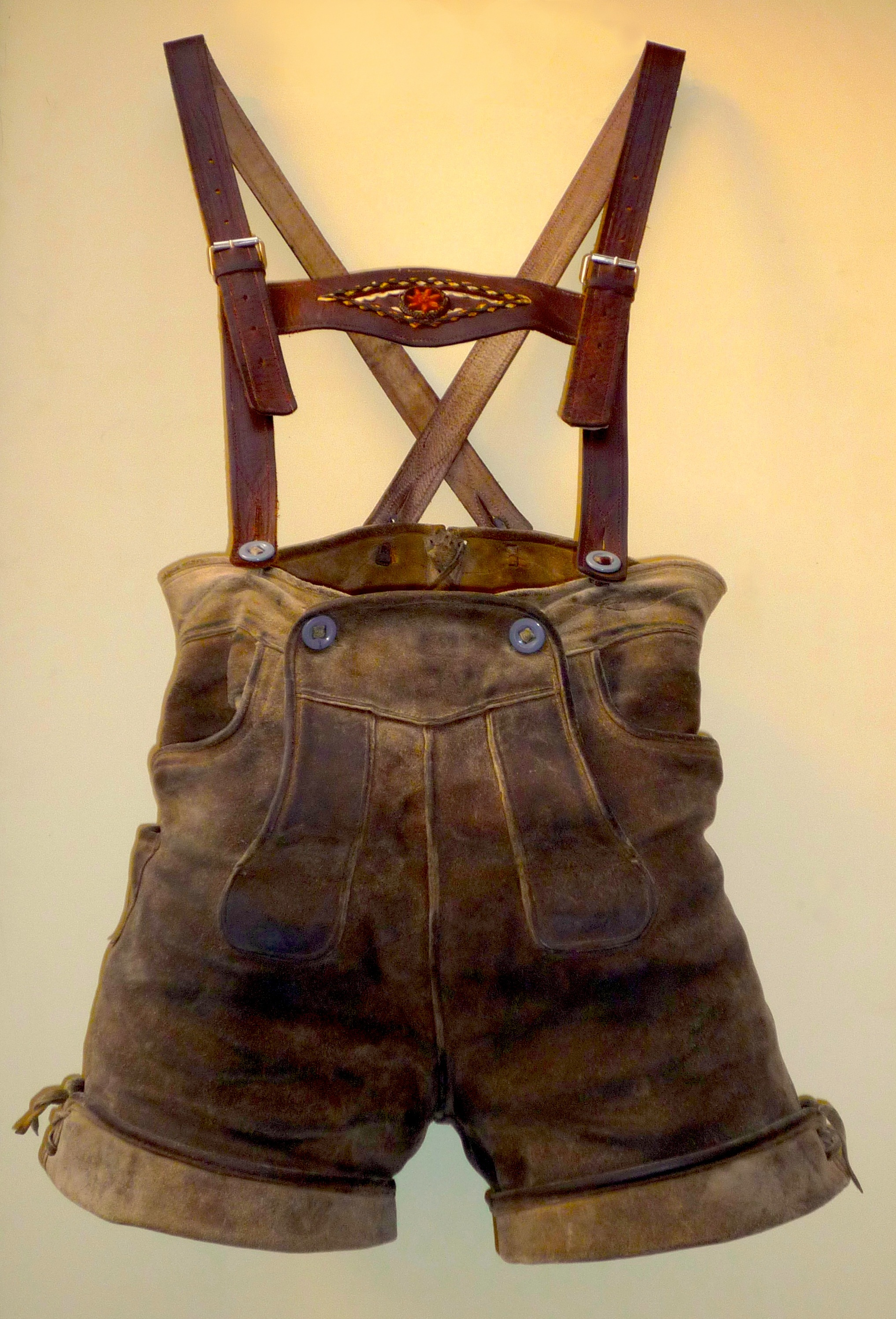

Ле́дергозе (нім. Lederhose «шкіряні штани» від Leder «шкіра» і Hose «штани») — короткі (до або вище колін) шкіряні штани, національний одяг баварців та тірольців. Носяться звичайно на шкіряних підтяжках, перед штанів може бути досить багато прикрашений вишивкою або тасьмою.